# Virtual Shared Memory
Als Virtual Shared Memory bzw. virtueller Gemeinspeicher bezeichnet man eine Technik zur Verwendung gemeinsamer Speicherbereiche in Computernetzwerken oder Computerclustern. Dabei muss der gemeinsame Speicher nicht physikalisch existieren, sondern kann von den einzelnen beteiligten Knoten in Form einzelner Speicherseiten (pages) zur Verfügung gestellt werden, die über ein spezielles Mapping-Verfahren adressiert werden. Dieses Verfahren funktioniert jedoch transparent, so dass scheinbar ein gemeinsamer Adressraum für alle Knoten zur Verfügung steht. Das Konzept wurde zuerst von Kai Li (1986) im Rahmen einer Ph.D.-Arbeit vorgestellt. Mittlerweile existieren verschiedene kommerzielle und nichtkommerzielle Realisierungen.
Der Begriff ist nicht zu verwechseln mit Shared virtual memory, einer Speichertechnik, die in Multiprozessorsystemen eingesetzt wird.